# Cuereta citrina
La cuereta citrina (Motacilla citreola) és una espècie d'ocell de la família dels motacíl·lids (Motacillidae) que habita zones humides, aiguamolls, vores de rierols i llacs des de Belarús i Ucraïna cap a l'est, fins al sud de Sibèria, Mongòlia i nord-est de la Xina, cap al nord fins a la zona central de Sibèria septentrional, i cap al sud fins a l'est del Kazakhstan, Turkmenistan, nord-est de l'Iran, Afganistan i Tibet. Passen l'hivern més cap al sud, fins a l'Índia i Indoxina.